# جیمز میلر (فیلم‌ساز)
جیمز هنری دومینیک میلر (۱۸ دسامبر ۱۹۶۸ – ۲ مه ۲۰۰۳) یک فیلم‌بردار، تهیه‌کننده و کارگردان ولزی و دریافت‌کننده جوایز متعددی از جمله پنج جایزه امی بود. وی هنگام فیلمبرداری مستندی در نوار غزه توسط نیروهای دفاعی اسرائیل (IDF) کشته شد.
میلر چندین سال به‌طور منظم با سایرا شاه همکاری داشت و آنها یک مشارکت تجاری برای راه‌اندازی یک شرکت تولید مستقل با نام Frostbite Productions در سال ۲۰۰۱ تشکیل دادند.